# Faro di Capo Rizzuto
Il faro di Capo Rizzuto è un faro marittimo situato sull'omonimo promontorio del comune di Isola di Capo Rizzuto, in provincia di Crotone, ed attivato nel 1906.
Il faro consta di una torre in muratura a prisma ottagonale di colore bianco alto 17 m, con entrambi il balcone e la lanterna posizionati fronte mare.
La lanterna, di color grigio metallico, è posizionata a 37 m s.l.m. emettendo due lampi di luce fissa di colore bianco o rosso alternati a seconda della direzione per un periodo di 10 s, visibili ad una distanza di 17 Mn (31 km; 20 mi).